# Oldřišov
Oldřišov (in polacco Oldrzyszów, in tedesco Odersch) è un comune della Repubblica Ceca facente parte del distretto di Opava, nella regione della Moravia-Slesia.